# Imparidentia
Imparidentia is een superorde van de tweekleppigen.

## Taxonomie
De volgende ordes zijn bij de Imparidentia ingedeeld:
- Adapedonta
- Cardiida
- Galeommatida
- Gastrochaenida
- † Hippuritida
- Lucinida
- † Megalodontida
- † Modiomorphida
- Myida
- Sphaeriida
- Veneroida

De volgende superfamilies zijn bij de Imparidentia ingedeeld:
- Cyamioidea Sars, 1878
- Gaimardioidea Hedley, 1916
- † Grammysioidea S.A. Miller, 1877
- † Kalenteroidea Marwick, 1953

De volgende familie is bij de Imparidentia ingedeeld:
- † Palaeocarditidae Chavan, 1969